# Бадовинці (Озаль)
45°43′ пн. ш. 15°22′ сх. д. / 45.71° пн. ш. 15.36° сх. д.
Бадовинці (хорв. Badovinci) — населений пункт у Хорватії, у Карловацькій жупанії у складі міста Озаль.

## Населення
Населення за даними перепису 2011 року становило 23 осіб.
Динаміка чисельності населення поселення: